# Catherine Bishop
Pour les articles homonymes, voir Bishop.
Cath Bishop (né le 22 novembre 1971 à Southend-on-Sea) est une rameuse britannique.

## Biographie

### Palmarès

#### Aviron aux Jeux olympiques
- 2004 à Athènes,  Grèce
  -  Médaille d'argent en deux sans barreur[1]

#### Championnats du monde d'aviron
- 1998 à Cologne,  Allemagne
  -  Médaille d'argent
- 2003 à Milan,  Italie
  -  Médaille d'or